# Раян Броббел
Раян Броббел (англ. Ryan Brobbel, нар. 5 березня 1993, Гартлпул, Англія) — північноірландський футболіст, півзахисник англійської команди «Мідлсбро» і Молодіжної збірної Північної Ірландії з футболу.

## Життєпис
Кар'єру почав з молодіжки «Мідлсбро». 1 травня 2011 підписав свій перший професійний контракт. Згодом перейшов до Йорк Сіті на правах оренди. За команду виходив 19 разів і відзначився 4 рази. У липні 2014 підписав ще один контракт з «Мідлсбро» строком на один рік. Через кілька місяців перейшов в клуб зі свого рідного міста Гартлпул Юнайтед на правах оренди.

## Досягнення
- Чемпіон Уельсу (7):

Нью-Сейнтс: 2015-16, 2016-17, 2017-18, 2018-19, 2021-22, 2022-23, 2024-25
- Володар Кубка Уельсу (5):

Нью-Сейнтс: 2015-16, 2018-19, 2021-22, 2022-23, 2024-25
- Володар Кубка валлійської ліги (4):

Нью-Сейнтс: 2016-17, 2017-18, 2023-24, 2024-25